# 1103 Sequoia
1103 Sequoia là một 47 km Hành tinh vi hình. Đây là một tiểu hành tinh thuộc nhóm Hungaria. Nó được phát hiện bởi W. Baade ngày 9 tháng 11 năm 1928, tại Đài thiên văn Hamburg ở Hamburg, Đức.